# سيوداد اكونا
سيوداد اكونا (بالإسبانية: Ciudad Acuña)‏ هي مدينة في المكسيك، تقع في كواويلا، هي عاصمة Acuña Municipality ‏، بلغ عدد سكانها 144,669 نسمة وذلك حسب إحصائيات سنة 2012.

## أعلام
- عدن كانتو
- إدواردو كاستانيدا
- خوليو سيزار غارسيا